# Exophtalmomastax
Exophtalmomastax är ett släkte av insekter. Exophtalmomastax ingår i familjen Euschmidtiidae.
Kladogram enligt Catalogue of Life:
| Exophtalmomastax | \| \| Exophtalmomastax lucicola \| \| \| \| \| \| Exophtalmomastax malzyi \| \| \| \| |
|                  | \| \| Exophtalmomastax lucicola \| \| \| \| \| \| Exophtalmomastax malzyi \| \| \| \| |
|                  | Exophtalmomastax lucicola                                                             |
|                  |                                                                                       |
|                  | Exophtalmomastax malzyi                                                               |
|                  |                                                                                       |